# Kédougou (Département)

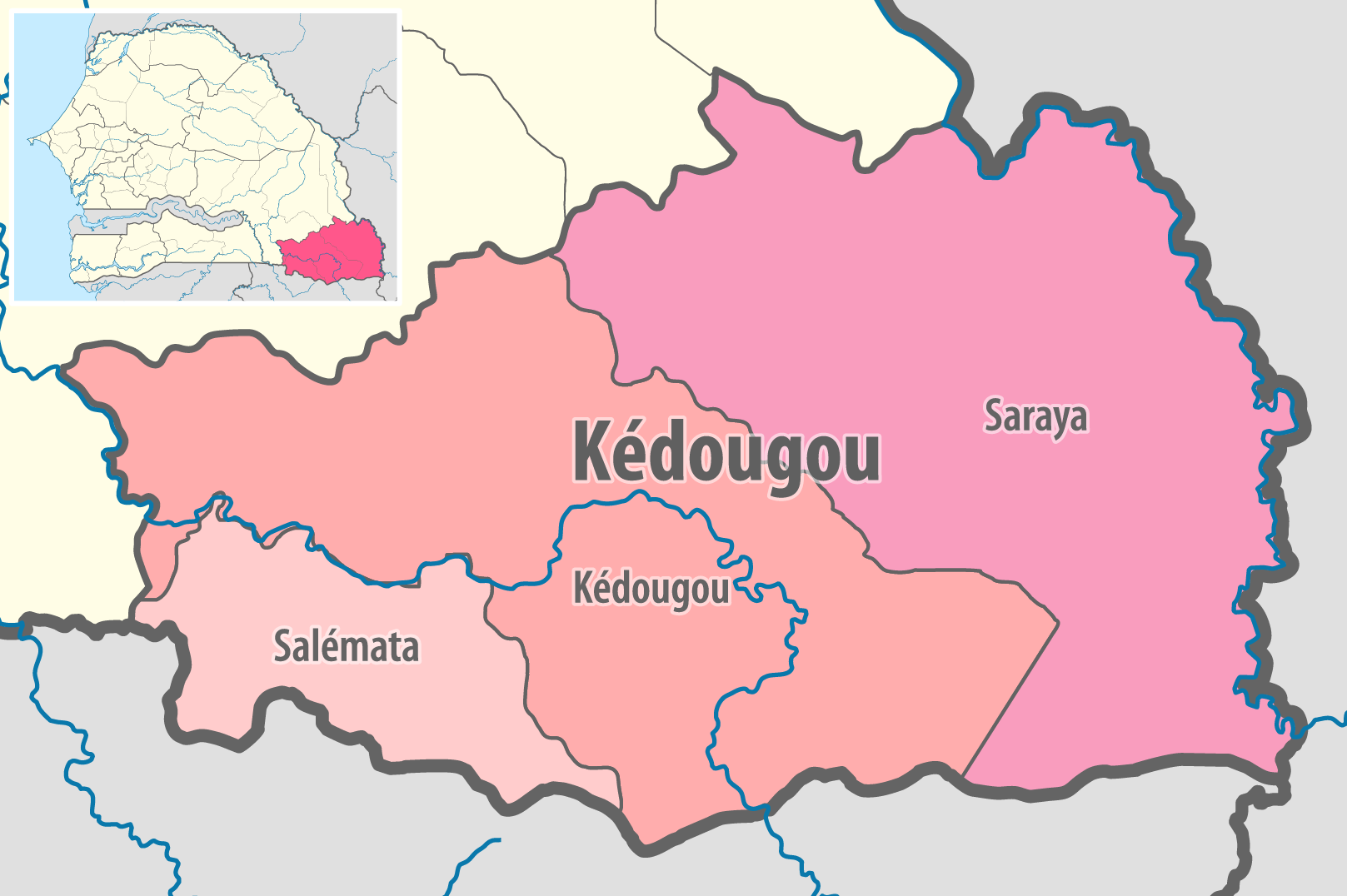
Département Kédougou in der Region Kédougou

Das Département Kédougou ist eines von 45 Départements, in die der Senegal, und eines von drei Départements, in die die Region Kédougou gegliedert ist. Es liegt im Südosten des Senegal mit der Hauptstadt Kédougou. Der Nordwesten des Départements bildet einen erheblichen Anteil an dem Nationalpark Niokolo-Koba.
Das Département hat eine Fläche von 6149 km² und gliedert sich wie folgt in Arrondissements, Kommunen (Communes) und Landgemeinden (Communautés rurales):
| Commune / Arrondissement | Communauté rurale | Einwohner 2013 |
| Kédougou                 | —                 | 30.051         |
| Bandafassi               | Bandafassi        | 11.042         |
| Bandafassi               | Tomboronkoto      | 13.650         |
| Bandafassi               | Dindefelo         | 5.277          |
| Bandafassi               | Ninéfécha         | 7.767          |
| Fongolimbi               | Fongolimbi        | 4.764          |
| Fongolimbi               | Dimboli           | 5.971          |
| Département              | —                 | 78.522         |